# Семыкин, Владимир Анатольевич
Владимир Анатольевич Семыкин (род. 23 декабря 1955, с. Васильевка, Курская область) — бывший ректор Курской государственной сельскохозяйственной академии им. проф. И. И. Иванова (KГCXA), доктор сельскохозяйственных наук, профессор. Ныне Декан заочного факультета.

## Биография
Родился в селе Васильевка Конышевского района (Курская область) 23 декабря 1955 года. Служил в Советской Армии. В 1977 году окончил подготовительное отделение в Курском государственном сельскохозяйственном институте и стал студентом факультета механизации сельского хозяйства, который окончил с отличием в 1982 году.
Был принят на работу преподавателем кафедры «Сельскохозяйственные машины». В 1986 году Семыкина избрали председателем профкома студентов.
С 1992 года по 1997 года Владимир Анатольевич работал проректором по социально-экономическим вопросам, затем с 1999 — проректором по АХЧ и социально-экономическим вопросам. В период с 1999 по 2002 Семыкин занимал должность проректора по административной и социально-экономической работе. В 2002 году работал проректором по заочному обучению и повышению квалификации.
Был избран ректором в феврале 2005 года на конкурсной основе.
В 1998 году защитил кандидатскую диссертацию на соискание учёной степени кандидата технических наук на тему «Обоснование конструктивно-режимных параметров комбинированного выкапывающего рабочего органа свеклоуборочных машин», а в 2003 году стал доктором сельскохозяйственных наук по направлению научной деятельности «совершенствование и модернизация сельскохозяйственных машин и механизмов», защитив диссертацию на тему «Совершенствование технологии и средств механизации производства сахарной свеклы в ЦЧР на агроэкологической основе». Написал около 70 научных работ, издал 3 монографии и 3 учебных пособия. Получил 5 авторских свидетельств и патентов. Стал действительным членом Российской академии естественных наук и Международной академии аграрного образования. Получил почетное звание РАЕН «Рыцарь науки и искусств». Получил звание «Почетный работник высшего профессионального образования» и член-корреспондент Российской Академии Естествознания.